# Ozun
Ozun (węg. Uzon) – wieś w Rumunii, w okręgu Covasna, w gminie Ozun. W 2011 roku liczyła 4430 mieszkańców.